# Allium trifurcatum
Allium trifurcatum là một loài thực vật có hoa trong họ Amaryllidaceae. Loài này được (F.T.Wang & Tang) J.M.Xu mô tả khoa học đầu tiên năm 1991.